# Lipa (powiat płoński)
Lipa – wieś sołecka w Polsce położona w województwie mazowieckim, w powiecie płońskim, w gminie Raciąż.
W latach 1975–1998 miejscowość należała administracyjnie do województwa ciechanowskiego.